# Kh-55导弹
Kh-55（俄语：Х-55；北约代号：AS-15 、RKV-500，美國國防部代号：'Kent'）是苏联和俄罗斯的空射巡航导弹，由MKB彩虹设计局设计。射程为3,000 km（1,620 nmi），能带核彈頭或傳統高爆彈頭。它还产生了一些只带傳統高爆彈頭的变种如Kh-65SE和Kh-SD但是只有Kh-101和进行了量产服役。尽管有很多人相信它是陆基发射的RK-55 石榴石（其潜射型是GRAU编号为3M10的SS-N-21'桑普森'）的原版，但这并不是事实，因后一系列是由NOVATOR设计局设计的。
1995年中国藉由烏克蘭獲得Kh-55，藉由仿製，製造出非常類似的巡航导弹（長劍-10）。
俄國在2010年代開始進行軍事現代化，原有的庫存Kh-55被升級改造為Kh-555，除了延壽，還提升了射程與攻擊精確度，外觀最大的特徵在於有明顯突出於彈身兩側的額外油箱，而全新生產的Kh-101則加入了匿蹤彈體設計，彈身有明顯的匿蹤菱線造型。
Kh-555與Kh-101都在2015年11月對抗伊斯兰国的軍事空襲中首度用於實戰，投射載具為Tu-95MS以及Tu-160M等現代化改進型號。

## 變體
- Kh-55
- Kh-55-OK
- Kh-55SM
- Tu-95MS 在叙利亚针对ISIS目标发射Kh-101Kh-101/102 ，部份變體能裝備干扰弹，依照设定的程序自动投放，增加突防成功率
- Kh-65SE
- Kh-55/65SD
- Kh-BD
- Kh-50
- Soumar（英语：Soumar_(missile)）

## 使用國

### 目前
- 俄羅斯:
- 中国: 6
- 伊朗: 12
- 白俄羅斯:未知

### 衍伸
- 中华人民共和国 CJ10 DF10 DH10, HN1, CF1
- 印度 Nirbhay
- KN-x?
- 伊朗 Soumar Meshkat
- 巴基斯坦 Raad Babur

### 前使用國
- 苏联: 俄羅斯使用
- 乌克兰: ~487 報廢, ~587 回俄羅斯

## 战果
2024年3月22日，俄罗斯军队对乌克兰实施了第二大规模空袭，其中一次空袭目标是第聂伯河水电站的发电机组。从即时报告来看，Kh-101导弹的命中精度非常高，摧毁了水力发电发电机组。这种严重损坏表明乌克兰最大的第聂伯罗水电站现在基本上无法运行。